# Zhano Ananidze
Zhano Amiranovich Ananidze - em georgiano, ჯანო ანანიძე, e em russo, Джано́ Амира́нович Анани́дзе (Kobuleti, 10 de outubro de 1992) é um futebolista georgiano que atuou como meia-atacante.

## Carreira
Entre 2002 e 2009, Ananidze jogou nas categorias de base de 4 equipes: Shukura Kobuleti, Norchi Dinamoeli, Dínamo de Kiev e Spartak Moscou, onde se profissionalizou.
Pela equipe B do Spartak Moscou, Ananidze (também conhecido por seu prenome, Zhano, ou ainda Jano) jogou 18 partidas e fazer 9 gols, antes de ser integrado ao elenco principal pelo treinador Valeriy Karpin. Sua estreia foi em julho de 2009, contra o Krasnodar, pela Copa da Rússia, enquanto o primeiro jogo na primeira divisão nacional foi em agosto, quando os Krasno-belye enfrentaram o Kuban. Entrou aos 24 minutos do segundo tempo, no lugar de Alex. Em outubro, ao fazer um dos gols na vitória por 3 a o sobre o rival Lokomotiv, tornou-se o jogador mais jovem a balançar as redes no Campeonato Russo, com 17 anos e 8 dias (o recorde anterior pertencia a Aleksandr Salugin, que aos 17 anos e 27 dias balançou as redes na vitória por 4 a 3 sobre o Alania Vladikavkaz).
Em 2013–14, fora dos planos do Spartak, foi emprestado ao Rostov, disputando 25 partidas (22 pelo Campeonato Russo e 3 pela Copa nacional), tendo feito 3 gols. De volta ao Spartak na temporada seguinte, entrou em campo 57 vezes e balançou as redes adversárias 5 vezes. Ananidze jogaria uma partida pelo clube moscovita antes de ser emprestado ao Krylya Sovetov, entrando em campo 8 vezes e fazendo um gol.

## Seleção Georgiana
Com passagem pelas equipes de base da Geórgia, o meia-atacante estreou pelo time principal em setembro de 2009, na derrota por 2 a 0 frente à Itália. Desde então, Ananidze fez 9 gols em 48 jogos disputados.

## Galeria de imagens

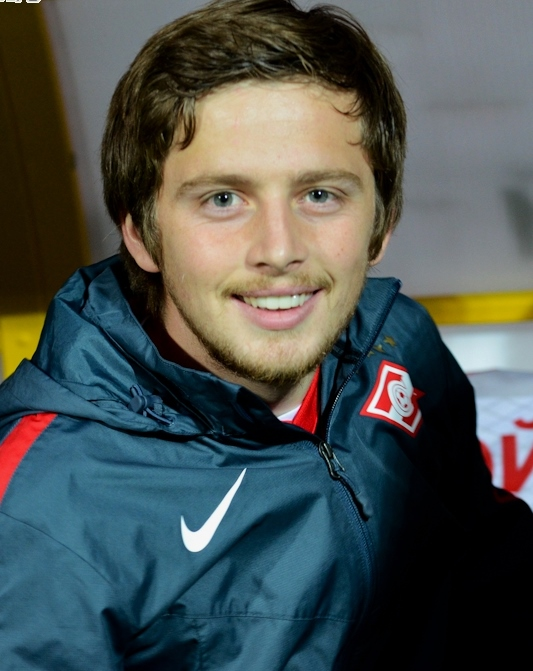
Zhano Ananidze no banco de reservas do Spartak Moscou antes de partida contra o Rostov.
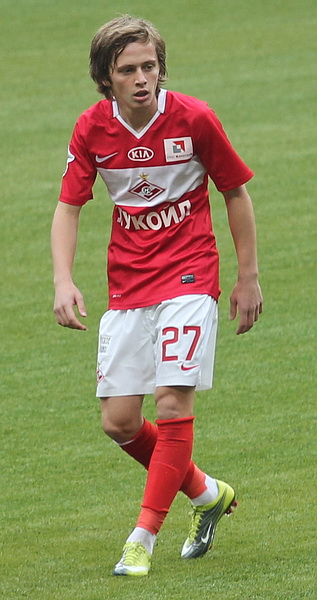
Ananidze em 2010.

## Títulos
Spartak Moscou
- Campeonato Russo: 2016–17
- Supercopa da Rússia: 2017

FC Rostov
- Copa da Rússia: 2013–14